# Apoteri
Apoteri ist eine Gemeinde in Upper Takutu-Upper Essequibo in Guyana. Der Ort mit etwa 310 Einwohnern liegt am Zusammenfluss des Rupununi und des Essequibo. Er liegt auf einer Höhe von 53 Metern. In der Nähe des Ortes gibt es einen Luftlandeplatz. Der Ort liegt sehr abseitig und wurde erst 2006 erstmals von einem guyanischen Präsidenten besucht.